# Patricia Meeden
Patricia Meeden (* 26. November 1986 in Ost-Berlin) ist eine deutsche Schauspielerin, Sängerin und Musicaldarstellerin.

## Leben
Meeden, Tochter einer Kubanerin, absolvierte von 1996 bis 2004 eine Ausbildung zur Bühnentänzerin an der Staatlichen Ballettschule Berlin. Während ihrer Ausbildung trat sie an der Deutschen Oper und der Staatsoper Unter den Linden auf. Des Weiteren wirkte sie 2003 im Ensemble der Schwanensee-Inszenierung am Anhaltischen Theater in Dessau mit. Im Mai 2004 beendete sie ihre Ausbildung mit dem Abschluss „Staatlich geprüfte Bühnentänzerin“. Im Alter von 18 Jahren machte sie spontan ein Musical-Casting und gab ihr Debüt als jüngstes Ensemblemitglied bei Cats in Düsseldorf.
Auf der Tournee von Aida spielte sie die Hauptrolle und war 2007 als Gesangssolistin bei Hair in Amstetten engagiert. Anfang 2008 trat sie im Berliner Admiralspalast in der Hauptrolle der ‚Laura Gomez‘ im Musical Miami Nights (on Tour) auf. Nachdem sie in Gigi im gleichnamigen Stück am Düsseldorfer Theater an der Kö gespielt hatte, stand sie als Gesangssolistin und Zweitbesetzung ‚Vivian Pressman‘ bei Dirty Dancing – Das Original Live on Stage in Berlin auf der Bühne. In sechs Episoden der Sat.1-TV-Serie Anna und die Liebe hatte sie eine Gastrolle. Seit der Deutschlandpremiere von Sister Act stand sie im Stage Operettenhaus in Hamburg als alternierende Hauptrolle ‚Deloris van Cartier‘ auf der Bühne.
Im Jahr 2011 war sie Teilnehmerin bei der Pro7-Castingshow The Voice of Germany. In der zweiten Folge entschieden sich Xavier Naidoo, Nena und The Boss Hoss während der Blind Auditions für sie. Meeden entschied sich für Naidoo als Coach, sie schied jedoch bereits eine Runde später gegen Mic Donet aus. Danach war sie an Naidoos The-Voice-Projekt Sing um dein Leben beteiligt und veröffentlichte zwei Alben. 2012 gehörte sie zu den acht Solisten, die mit der Best of Musical Gala auf Deutschlandtournee waren. Danach spielte sie ‚Pyron‘ im Musical Moses im Theater St. Gallen und ‚Maria Magdalena‘ im Musical Jesus Christ Superstar (Theater Bonn). Es folgte bei den Thunerseespielen die Titelrolle des Musicals Aida von Elton John. Sie spielte im Theater Plauen-Zwickau die Hauptrolle im Musical Cabaret und erneut die ‚Maria Magdalena‘ in Jesus Christ Superstar im Theater Dortmund. 2015 stand sie als ‚Ines‘ für das Musical Zorro bei den Freilichtspielen Tecklenburg auf der Bühne. Ab November 2015 spielte sie zwei Jahre lang die Hauptrolle der ‚Rachel Marron‘ im Musical Bodyguard im Musical Dome Köln. Seit September 2018 ist sie in dieser Rolle auch im Ronacher in Wien zu sehen. Seit Ende September 2019 stand Meeden in Hamburg als Erstbesetzung der Hauptrolle ‚Vivian Ward‘ in der Europa-Premiere von Pretty Woman neben Mark Seibert auf der Bühne.
In der Cats-Verfilmung von Tom Hooper (2019) sang Meeden die deutsche Synchronisation von Jennifer Hudson (‚Grizabella‘).
Im Fernsehen spielte Meeden Episodenrollen in Letzte Spur Berlin, SOKO Leipzig, SOKO Köln, Heldt, Rosamunde Pilcher und Das Traumschiff. In der Krimireihe Wilsberg ist sie seit 2020 als Rechtsanwältin ‚Tessa Tilker‘ zu sehen.
2023 sprach und sang sie die Stimme von Asha in der deutschen Synchronisation des Films Wish.

## Engagements

### Musical
- Cats – on Tour – Rollen: Tantomile, Rumpleteazer, Electra (2004/05)
- Aida (Musical)on Tour – Zweitbesetzung AIDA (2005/06)
- Hair – Ensemble – Amstetten (2007)
- Miami Nights – Hauptrolle LAURA – ON TOUR (2007/08)
- GIGI – Hauptrolle GIGI – Theater an der Kö / Düsseldorf (2008/09)
- Dirty Dancing – als Vivian Pressman (2009/10)
- Sister Act – als Deloris van Cartier (2010/12)
- Moses – als Feuerengel Pyron – Theater St. Gallen (2013/14)
- Jesus Christ Superstar – als Maria Magdalena – Theater Bonn (2013/14)
- Aida (Musical) – Hauptrolle AIDA – Thunerseespiele (2014)
- Cabaret – Hauptrolle Sally Bowles – Theater Plauen-Zwickau (2014/15)
- Jesus Christ Superstar – als Maria Magdalena – Theater Dortmund (2014/15)
- Zorro – Hauptrolle Inez – Freilichtspiele Tecklenburg (2015)
- Ragtime – Hauptrolle Sarah – Staatstheater Braunschweig (2015/16)
- Bodyguard – Erstbesetzung Rachel Marron – Musical Dome Köln (2015–2017)
- Bodyguard – Erstbesetzung Rachel Marron – Ronacher Wien (2018–2019)
- Pretty Woman – Erstbesetzung Vivian Ward – Theater an der Elbe Hamburg (2019–2020)
- Rent – Hauptrolle Mimi Marquez – Theater Dortmund (2023/24)

## Filmografie (Auswahl)
- 2010: Anna und die Liebe (Telenovela)
- 2013: Heldt (Fernsehserie, Episode Tod in der Nachbarschaft)
- 2013: SOKO Leipzig (Fernsehserie, Episode Der Sumpf)
- 2014: Ein Fall von Liebe (Fernsehserie, Episode Vertrauen)
- 2014: Letzte Spur Berlin (Krimiserie, Episode Blendung)
- 2016: Herzensbrecher – Vater von vier Söhnen (Fernsehserie, Episode Nicht schuldig)
- 2017: Schatz, nimm Du sie!
- 2017: Heldt (Fernsehserie, Episode Nachbarschaftswache)
- 2017: Rosamunde Pilcher – Das Gespenst von Cassley
- 2017: SOKO Köln (Fernsehserie, Episode Turbulenzen)
- 2018, 2020: In aller Freundschaft (Fernsehserie, Episoden Helden und Freunde, Nun singet und seid froh)
- 2018–2019: Team Alpin (Fernsehreihe, 4 Folgen)
- seit 2020: Wilsberg (Fernsehreihe)
- 2020: SOKO Stuttgart (Fernsehserie, Episode Kindersegen)
- 2021: Charité (Fernsehserie, Staffel 3)
- 2021: Alarm für Cobra 11 – Die Autobahnpolizei (Fernsehserie, Episoden Das Team Teil 1 und 2)
- 2021: Die Rosenheim-Cops (Fernsehserie, Episode Mörderische Gesellschaft)
- 2021: Kanzlei Berger (Fernsehserie, Episode Übergriffe)
- seit 2021: Wilsberg
  - 2021: Wilsberg: Einer von uns (Fernsehreihe)
  - 2022: Wilsberg: Gene lügen nicht (Fernsehreihe)
  - 2022: Wilsberg: Ungebetene Gäste (Fernsehreihe)
  - 2022: Wilsberg: Schmeckt nach Mord (Fernsehreihe)
  - 2023: Wilsberg: Fette Beute (Fernsehreihe)
  - 2023: Wilsberg: Folge mir (Fernsehreihe)
  - 2023: Wilsberg: Wut und Totschlag (Fernsehreihe)
  - 2024: Wilsberg: Ein Detektiv und Gentleman (Fernsehreihe)
  - 2024: Wilsberg: Blinde Flecken (Fernsehreihe)
  - 2024: Wilsberg: Datenleck (Fernsehreihe)
  - 2024: Wilsberg: Blut geleckt (Fernsehreihe)
  - 2025: Wilsberg: Über dem Gesetz (Fernsehreihe)
  - 2025: Wilsberg: Achtsam bis tödlich (Fernsehreihe)
  - 2025: Wilsberg: Mit allen Wassern gewaschen (Fernsehreihe)
- 2022: Uncharted
- 2022: Du sollst hören
- 2022: Das Traumschiff – Coco Island
- 2023: SOKO Köln (Fernsehserie, Episode Bambi ist tot!)
- 2023: Bettys Diagnose (Fernsehserie, Episode Beziehungsprobleme)
- 2024: Die Schule der magischen Tiere 3
- 2024: WaPo Bodensee (Fernsehserie, Episode Ein tödlicher Augenblick)